# National Heads-Up Poker Championship
Il National Heads-Up Poker Championship è stato un torneo di poker sportivo organizzato annualmente dalla NBC Sports, la divisione sportiva del network NBC. La prima edizione è stata organizzata nel 2005: fu il primo torneo di poker mai prodotto da un network televisivo.

## Formula
L'iscrizione al torneo è ad inviti ed è previsto un buy-in di 20.000 dollari. La formula del torneo prevede una serie di sfide heads-up nella specialità Texas hold 'em, seguendo un tabellone ad eliminazione diretta in stile tennistico.
In tutte le edizioni disputate dal 2005 al 2013 il numero di iscritti è sempre stato di 64. Il torneo non si è svolto nel 2012.

## Albo d'oro
| Edizione | Vincitore      | Ultimo giocatore eliminato |
| -------- | -------------- | -------------------------- |
| 2005     | Phil Hellmuth  | Chris Ferguson             |
| 2006     | Ted Forrest    | Chris Ferguson             |
| 2007     | Paul Wasicka   | Chad Brown                 |
| 2008     | Chris Ferguson | Andy Bloch                 |
| 2009     | Huck Seed      | Vanessa Rousso             |
| 2010     | Annie Duke     | Erik Seidel                |
| 2011     | Erik Seidel    | Chris Moneymaker           |
| 2013     | Mike Matusow   | Phil Hellmuth              |

|